# Abjad
Abjad eller konsonantskrift är ett skriftsystem som huvudsakligen eller enbart består av konsonanter, och i vilket vokaler vid behov markeras med så kallade diakriter.
Vissa typer av abjad innehåller tecken för vissa vokaler, men långt ifrån alla. Exempel på abjader som används i dag är arabiska, feniciska, hebreiska och syriska.
Det alfabet vi har i dag, som genom först grekiskan, sedan etruskiskan och slutligen latinet förts från feniciskan till oss var från början en abjad. Språkforskaren Peter T. Daniels, som introducerade begreppet abjad, menar att grekerna inte uppfattade de typiskt semitiska strupljud som vissa av glyferna representerade: därför blev 'alef till alpha och representerade vokalen a i stället för ' (glottisljud).
Diakritsystemet som används för att beteckna vokaler fungerar så att man sätter markeringar över eller under konsonanterna för att markera efterkommande vokal. Om en vokal kommer först i ett ord så brukar man använda till exempel ett glottalstop (hebreiska: 'alef, arabiska: hamza) som vokalhållare.

## Hur vokaler markeras i arabiska

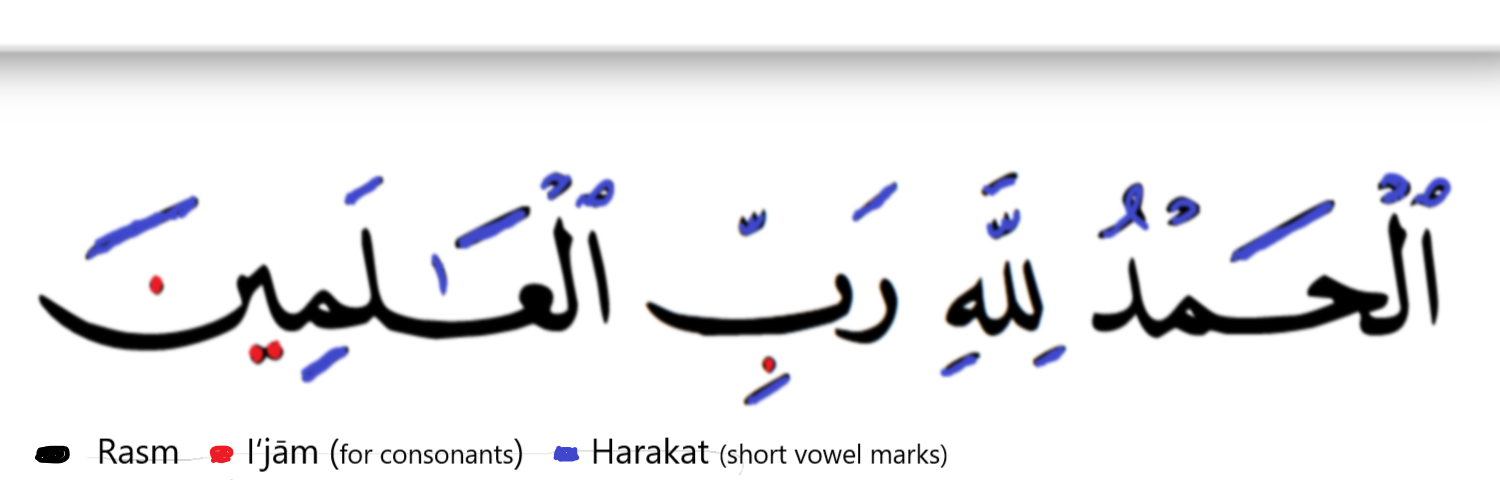
Diakritiska tecken i arabisk skrift. De blå markeringarna visar olika varianter av harakat, bland annat vokaliseringstecken men också hamza, som är en glottal klusil, och shaddah som markerar betoning eller konsonantdubblering. Harakat skrivs vanligtvis inte ut.

I arabiska markeras långa vokaler oftast med tecknen ا (alif, motsv. /a/), ي (ya, motsv. /i/, /y/ eller /e/) eller و (waw, motsv. /o/ eller /u/), medan korta vokaler markeras med diakritiska vokaliseringstecken, ḥarakāt, som skrivs ovanför eller under en konsonant för att indikera bland annat vilken kort vokal som följer på konsonanten, eller om konsonanten skall dubbleras.
De vanligast förekommande ḥarakāt är َ (fathah, motsv. kort /a/), ِ (kasrah, motsv kort /i/), ُ (dammah, motsv kort /u/). De korta vokalerna skrivs vanligen inte ut i vardagliga texter men förekommer i koranen, i kalligrafi och i läromedel eller barnböcker. De korta vokalerna kan också anges i vardagliga texter för att undvika tvetydighet.
| Diakrit | Arabiskt namn | Motsvarighet i Svenskan   | Unicode |
| ------- | ------------- | ------------------------- | ------- |
|         | fatha         | kort /a/                  | U+064E  |
|         | kasrah        | kort /i/                  | U+0650  |
|         | dammah        | kort /u/ eller /o/        | U+064F  |
|         | sukun         | ingen efterföljande vokal | U+0652  |

Exempel på utskrivna ḥarakāt: سَيّارَة , sayyārata (sv. bil).

## Hur vokaler markeras i hebreiska
Det finns olika sätt som kan markera vokaler på i hebreiska (och även andra språk som använder sig av konsonantskrift). Ett sätt är att låta vissa konsonanttecken användas för vokaler i vissa sammanhang, bl.a. tecknen för halvvokalerna /w/ och /j/. Dessa tecken kallas för matres lectionis. 
Man kan även använda sig av diakritiska tecken i form av små punkter och streck:
בננה
När vokalerna i ordet skrivs ut så skrivs tre små trekantiga punkter under bet, nun och nun: 
בָּנָנָה
Det är också möjligt att helt utelämna vokalerna i skrift, även om detta inte är så vanligt i dag.